# Gläubiger
Der Rechtsbegriff des Gläubigers ist eine Lehnübersetzung des italienischen creditore, das vom lateinischen credere ‚glauben‘ abgeleitet ist. Ein Gläubiger „glaubt“ demnach seinem Schuldner, dass dieser die Schuld (geschuldete Leistung) erbringen wird. Außerjuristisch werden Gläubiger oft Kreditoren genannt.

## Bedeutungen
Im Schuldrecht wird als Gläubiger bezeichnet, wer von einem anderen, dem Schuldner, eine Leistung fordern kann (§ 241 Abs. 1 Satz 1 BGB). Die Rechtsbeziehung zwischen Gläubiger und Schuldner wird als Schuldverhältnis bezeichnet. Zur Durchsetzung machen diese einen Anspruch geltend.
In der Zwangsvollstreckung ist (Vollstreckungs-)Gläubiger derjenige, der aus einem vollstreckbaren Titel vollstreckt. (Vollstreckungs-)Schuldner ist, gegen wen aus dem vollstreckbaren Titel vollstreckt wird.
Im schweizerischen Sprachgebrauch hat der Begriff „Gläubiger“ in einer Betreibung lediglich die Bedeutung ‚Betreibender‘. Mit anderen Worten ist Gläubiger „diejenige Person, deren Forderung vollstreckt, zu deren Gunsten also das Schuldbetreibungsverfahren durchgeführt werden soll“.
Im Insolvenzverfahren vertreten die Gläubiger ihre Interessen gemeinschaftlich. Hauptorgan ist die so genannte Gläubigerversammlung, § 74 InsO. Die Gläubigerversammlung trifft die wesentlichen Entscheidungen im Insolvenzverfahren. Daneben kann von der Gläubigerversammlung noch ein Gläubigerausschuss eingesetzt werden, der den Insolvenzverwalter bei der Durchführung seiner Aufgaben unterstützen und überwachen soll, § 69 InsO.
Der Gläubiger wird häufig mit dem wirtschaftlich Berechtigten gleichgesetzt. Obwohl die Gläubigereigenschaft und die wirtschaftliche Berechtigung häufig in einer Person zusammenfallen können, ist ein Auseinanderfallen beider Eigenschaften durchaus möglich.
Es gibt mehrere Gläubigermehrheiten:
- Teilgläubigerschaft: Dabei haben alle Gläubiger, unabhängig voneinander, die Möglichkeit einen Teil der Leistung zu fordern. Sollte keine vertragliche Regelung vorliegen, erhalten alle Gläubiger den gleichen Anteil. Voraussetzung für eine Teilgläubigerschaft ist, dass die geschuldete Leistung teilbar ist (durch die Teilung darf die Leistung nicht wertgemindert werden).
- Gesamtgläubigerschaft: Hierbei wird die Forderung nicht geteilt, somit kann der Gläubiger die gesamte Leistung fordern.
- Gläubigergemeinschaft: Hierbei muss der Schuldner an alle Gemeinschaftsgläubiger gemeinsam leisten. Sollte nur ein Gläubiger befriedigt werden, erlischt die Forderung nicht.

Bei einem Insolvenzplan sind gemäß § 222 InsO sogenannte Gruppen der Gläubiger zu bilden, zu denen unter anderem die absonderungsberechtigten Gläubiger, die nicht nachrangigen und die nachrangigen Insolvenzgläubiger zählen. Diese haben unterschiedliche Rechte, unter anderem je nachdem, ob sie absonderungsberechtigt sind und in welcher Rangfolge ihre Insolvenzforderung steht. Massegläubiger hingegen sind Gläubiger des Insolvenzschuldners, die während eines laufenden Insolvenzverfahrens bevorzugt vor Insolvenzgläubigern aus der Insolvenzmasse zu befriedigen sind, d. h. vorweg und außerhalb des eigentlichen Insolvenzverfahrens (§ 53 InsO).